# Cassytha glabella
Cassytha glabella R.Br. – gatunek rośliny z rodziny wawrzynowatych (Lauraceae Juss.). Występuje naturalnie w południowo-zachodniej i południowo-wschodniej Australii oraz na Tasmanii.

## Morfologia
PokrójBylina tworząca liany. Pędy są nagie i cienkie (osiągają 0,5 mm średnicy).
KwiatySiedzące, zebrane w kwiatostany. Podsadki są orzęsione.
OwoceNagie pestkowce o długości 3–6 mm. Mają zieloną, żółtą lub czerwoną barwę.
Gatunki podobneRoślina jest podobne do gatunku Cassytha filiformis, który jednak ma grubsze pędy. Ponadto różnią się nieco kwiatami i owocami.

## Biologia i ekologia
Kwitnie przez cały rok.

## Zmienność
W obrębie tego gatunku wyróżniono dwie formę:
- Cassytha glabella f. casuarinae (Nees) J.Z.Weber
- Cassytha glabella f. dispar (Schltdl.) J.Z.Weber